# Зиммерсфельд
Зиммерсфельд (нем. Simmersfeld) — община в Германии, в земле Баден-Вюртемберг. 
Подчиняется административному округу Карлсруэ. Входит в состав района Кальв.  Население составляет 2148 человек (на 31 декабря 2010 года). Занимает площадь 44,18 км².
Коммуна подразделяется на 5 сельских округов.